# Branimir Vujević
Branimir Vujević, född den 29 november 1974 i Zadar i Kroatien, är en kroatisk roddare.
Han tog OS-brons i åtta med styrman i samband med de olympiska roddtävlingarna 2000 i Sydney.